# ガス圧作動方式

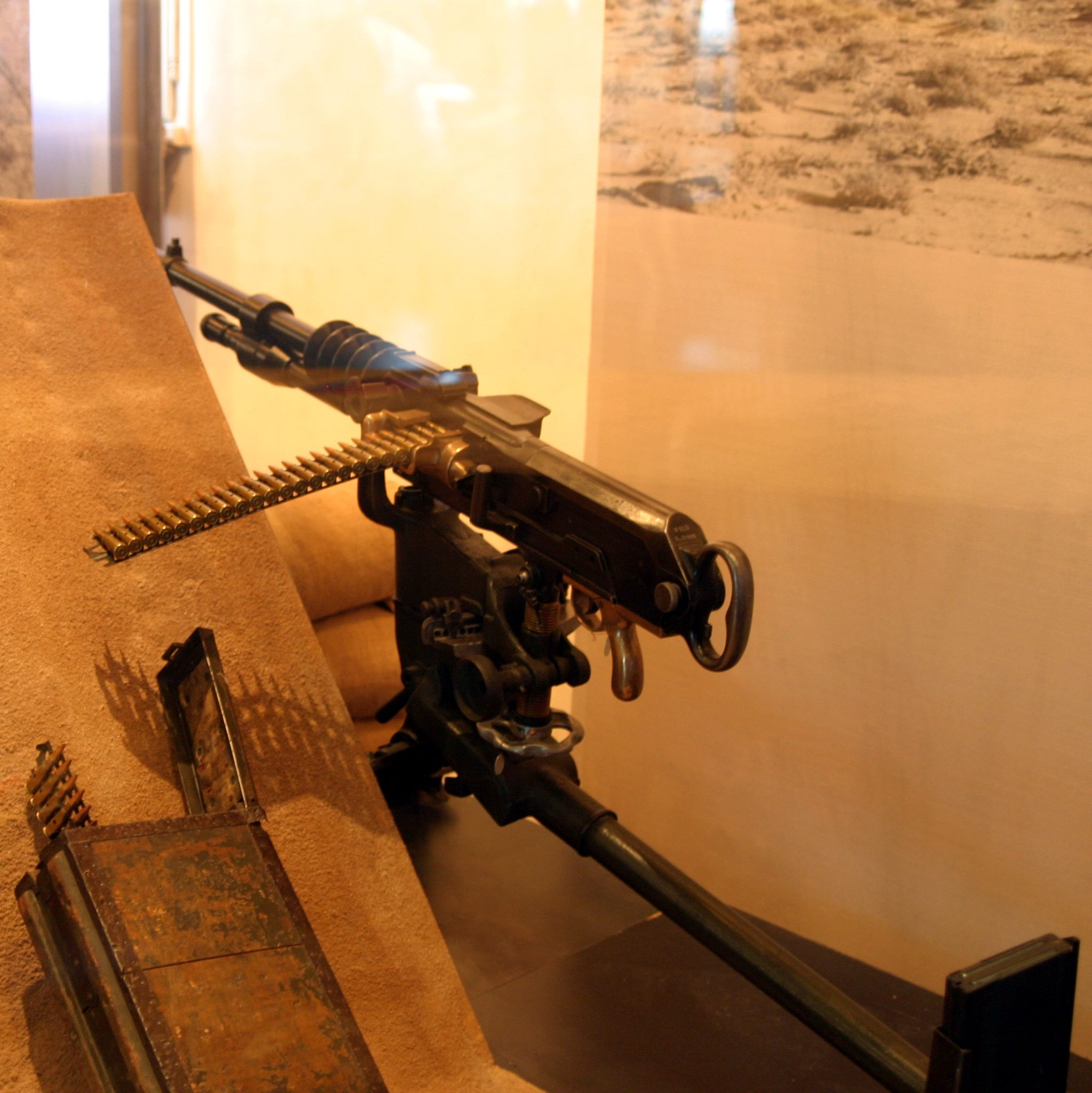
ロングストロークピストンを採用した最初の製品となったホチキス機関銃

ガス圧作動方式（ガスあつさどうほうしき）とは、弾薬の発砲時に発生する燃焼ガスの圧力を利用し遊底を後退させる自動装填式銃器の作動方式の一形態である。
自動装填式作動方式の中では構造上、重機関銃弾である12.7×108mmなどの比較的高威力の弾薬に対応できる。

## 概要
金属薬莢の実用化以降、さまざまな自動装填機構を持った銃器が考案されたが、ガス圧作動方式を採用した銃器で記録に残る最古のものは、1892年にブローニングが特許を取得した小銃 (U.S.Patent471,782) と機関銃 (U.S.Patent471,783) である。
その後、1895年に特許 (U.S.Patent544,657) を取得したコルト・ブローニングM1895重機関銃によりガス圧作動方式を採用した銃器が初めて製品化された。
第一次世界大戦後、ブローニングM1918、M1ガーランド等の登場によりガスピストンを使用したガス圧作動方式が機関銃や自動小銃等に採用されていった。

## 作動機構
銃弾が発射される際には、燃焼ガスの圧力が銃腔内の全方向へ加わり、弾丸を抵抗の低い銃口側へ前進させる。また同じ圧力が薬莢にも掛り、遊底の包底面を押して後退させようとする。この際、弾丸が銃口を離れる以前に遊底が後退し薬莢が薬室から抜け始めてしまうと、薬莢の側面が破れるなどして、銃腔内の高圧ガスが漏れ出し危険な状態となる。このため、銃腔内の圧力が安全域に下がるまでの間、遊底の後退を抑制する機構が自動装填式銃器には必要となる。
ガス圧作動方式では発射の際に銃身と遊底を何らかの機構で閉鎖結合し、弾丸が銃口から出るまでの間、その状態を保持する機能を持つ。閉鎖機構は、銃口や銃身に設けられたガス導入孔からのガス圧を受けたピストン、レバー等の作動で遊底が後退させられることにより解除される。あるいは、遊底を外部から手動操作することによっても解除される。
銃身と遊底の閉鎖が解除された時点では弾丸はすでに銃口を離れ、銃腔内の圧力は安全域まで低下している。ガス圧の作用を受けなくなった遊底は、それまでの後退動作の慣性により、復座ばねを圧縮しながら後退し薬莢を排出、最後尾まで後退した後に圧縮した復座ばねの力により前進、次弾を弾倉から装填し再び銃身と遊底は閉鎖された状態へ復帰する。
上記がガス圧作動方式の原理であり、発射ガスの圧力が低下するまで銃身と遊底は閉鎖されており、薬莢は後退しないことがブローバック動作方式との相違点の一つである。

### 動作例

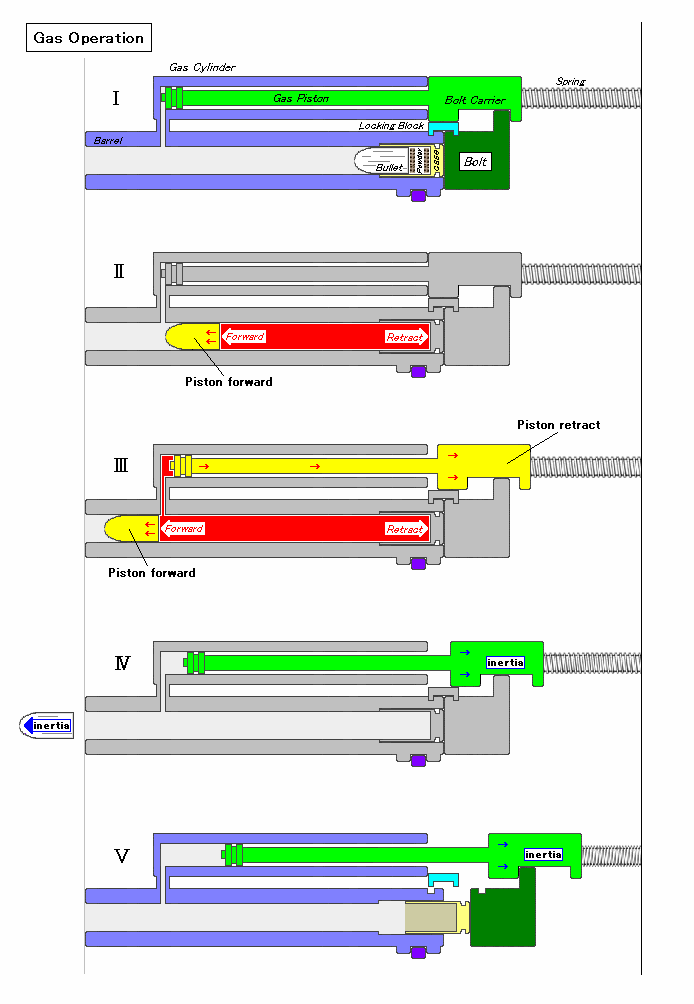
ロングストロークピストン式の動作

下記は、ロングストロークピストン式の作動模式。
1. 図I 銃身（Barrel）と遊底（Bolt）は、ロッキングブロック（Locking Block）によって閉鎖結合されている。
2. 図II 薬莢内の発射薬が燃焼して大量の燃焼ガスが発生し、周囲に膨張しようとする圧力が発生する。伸展性を持つ素材で造られている薬莢（Case）は、薬室に密着してガス漏れを防ぐ。同時に、圧力を受けた弾丸は前進を始めるが、薬莢は銃身と閉鎖結合された遊底に阻まれて後退できない。
3. 図III 銃腔内を加速されながら高速で前進する弾丸がガス導入孔を越えると、ガスシリンダー（Gas Cylinder）内に高圧の燃焼ガスが流入し、ガスピストン（Gas Piston）およびボルトキャリア（Bolt Carrier）が後退を開始する。この時ボルトキャリアは後退しているが、遊底は閉鎖されたままの状態にある。
4. 図IV 弾丸が銃口を離れると、銃腔内の燃焼ガスは大気中へ放出され圧力は急激に低下する。同時にガスシリンダー内でガスピストンを後方へ押していた圧力も低下するが、慣性を得ているガスピストンおよびボルトキャリアは復座ばねを圧縮しながら後退を続ける。
5. 図V そのまま後退を続けたガスピストンおよびボルトキャリアにより遊底は後退させられ、銃身と遊底の閉鎖結合は解かれる。ボルトキャリアと遊底は、自身の持つ慣性により復座ばねを圧縮しながら後退を続け、薬室から薬莢を引き抜いていく。

上記5の動作後、ボルトキャリアと遊底は後退を続け薬室から薬莢を完全に引き抜き、薬莢は排莢機構（エキストラクター、エジェクター）により排出される。その後、ボルトキャリアと遊底は終止位置まで後退し、圧縮された復座ばねの力により前進へ転じ、次の銃弾を弾倉から押し出す。押し出された銃弾は薬室に装填され遊底は銃身後部へ当たり停止、ボルトキャリアのみが前進を続け、ロッキングブロックの作動により再び銃身と遊底は閉鎖結合、図Iの状態へ復帰する

### 特徴
ガス圧作動方式は他の作動機構に比べ下記の特徴を持つ。
弾薬の威力の大小への適応性が高い
ピストン等の作動に使用するガスの量を制御することで、他の作動方式より弾薬に合わせた設計がしやすい。また、ガスレギュレーターを備えた銃では、部品の変更等をせずに使用弾薬の発射薬の量に合わせた動作調整が可能となっている。
銃身の固定が可能
ショートリコイル等と異なり、銃身が作動に関係しないため固定が可能となっている。このため、銃剣、ライフルグレネード等を使用する軍用小銃では採用例が多い。
遊底操作が容易
ブローバック作動方式のように発砲時に発生する圧力を復座ばねで抑える必要がないため比較的弱いスプリングが使用可能となっている。そのため、装填や回転不良の際の遊底操作に必要な力が比較的小さくて済む。
比較的複雑な構造
遊底を作動させるためにピストン等の部品が必要になり、他の方式に比べ部品点数が多くなることが多い。また、銃を小型に設計することが難しいため、拳銃への採用例は少ない。特に機関銃・機関砲などにおいて銃身交換を可能にすると、銃身アッセンブリを重く複雑なものにするか、ガス導入管との接合部が複雑になるか、ガストラップが銃身交換の邪魔になるかを選ぶ必要がある。
使用弾薬の制限
ガス導入孔を持つ銃の場合、使用弾丸はガス導入孔を塞がないよう銅系合金などのジャケットで被覆されたものに限定される。また、使用弾薬によっては、射撃後の清掃不備によりピストン、シリンダー等の腐食が起きる場合がある。

## 各種のガス利用方式

### ガストラップ方式
銃弾発射の際、銃口から噴出する発射ガスを使用し遊底を作動させる方式。
ジョン・ブローニングが1889年に発明した最初期のガス圧作動方式は、銃口に付けたカップ状の部品で銃口から噴出する発射ガスを受け止めて前進させ、レバーアクション式のウィンチェスターライフルを動作させる構造となっており、使用された弾薬は黒色火薬を用いる.44-40弾だった。
この方式は後にガストラップ式 (Gas trap) と呼ばれるようになり、ブローニングはこれをベルト給弾機構と組み合わせた機関銃を開発し、1892年に特許を取得したほか、銃身の中ほどにガス導入孔を設けてレバーを動作させる方式へと発展したものがM1895機関銃として製品化されている。
ガストラップ式は銃身にガス導入孔をあける必要がなく、ガスピストン式に比べ低圧になった発射ガスを利用できる利点がある。しかし、構造が複雑になりやすく、銃口側に作動機構があるため全長が長くなり重心が偏りやすい欠点があり、大量生産へ移行したものはドイツのGew41など少数の例しか見られない。
採用例

### ガスピストン方式
銃身に開けられたガス導入孔から導かれた発射ガスを利用し、ピストンを作動させることにより遊底を作動させる方式。ピストンの作動形態により、ロングストロークピストン式とショートストロークピストン式に分類される。

#### ロングストロークピストン式

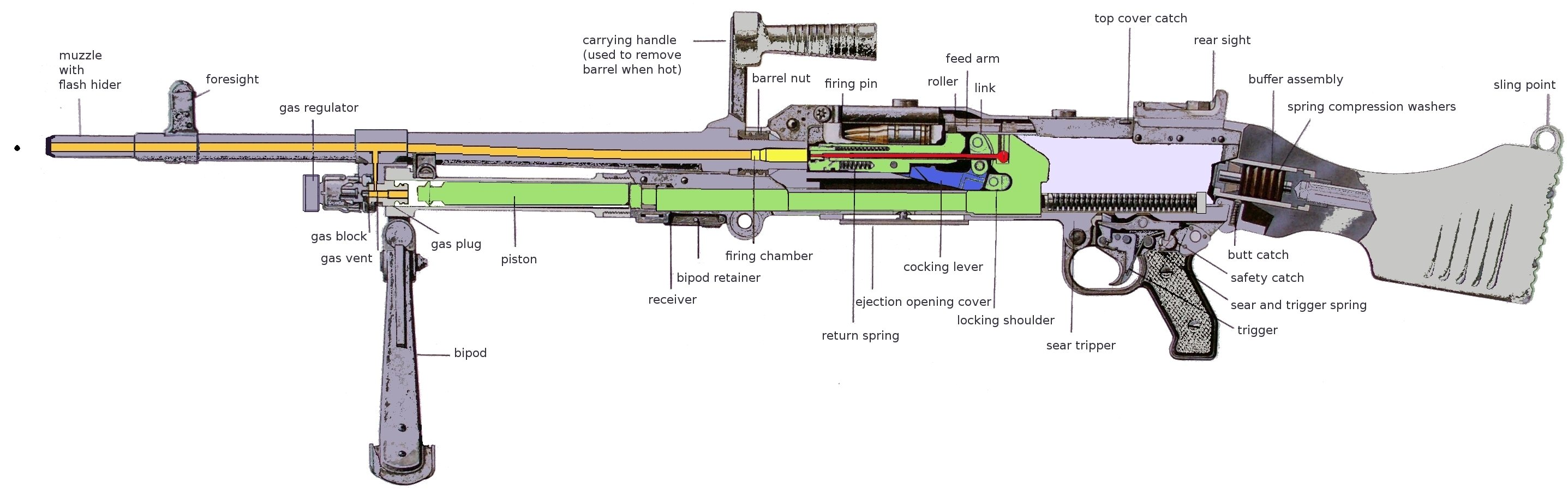
FN MAGの構造断面図
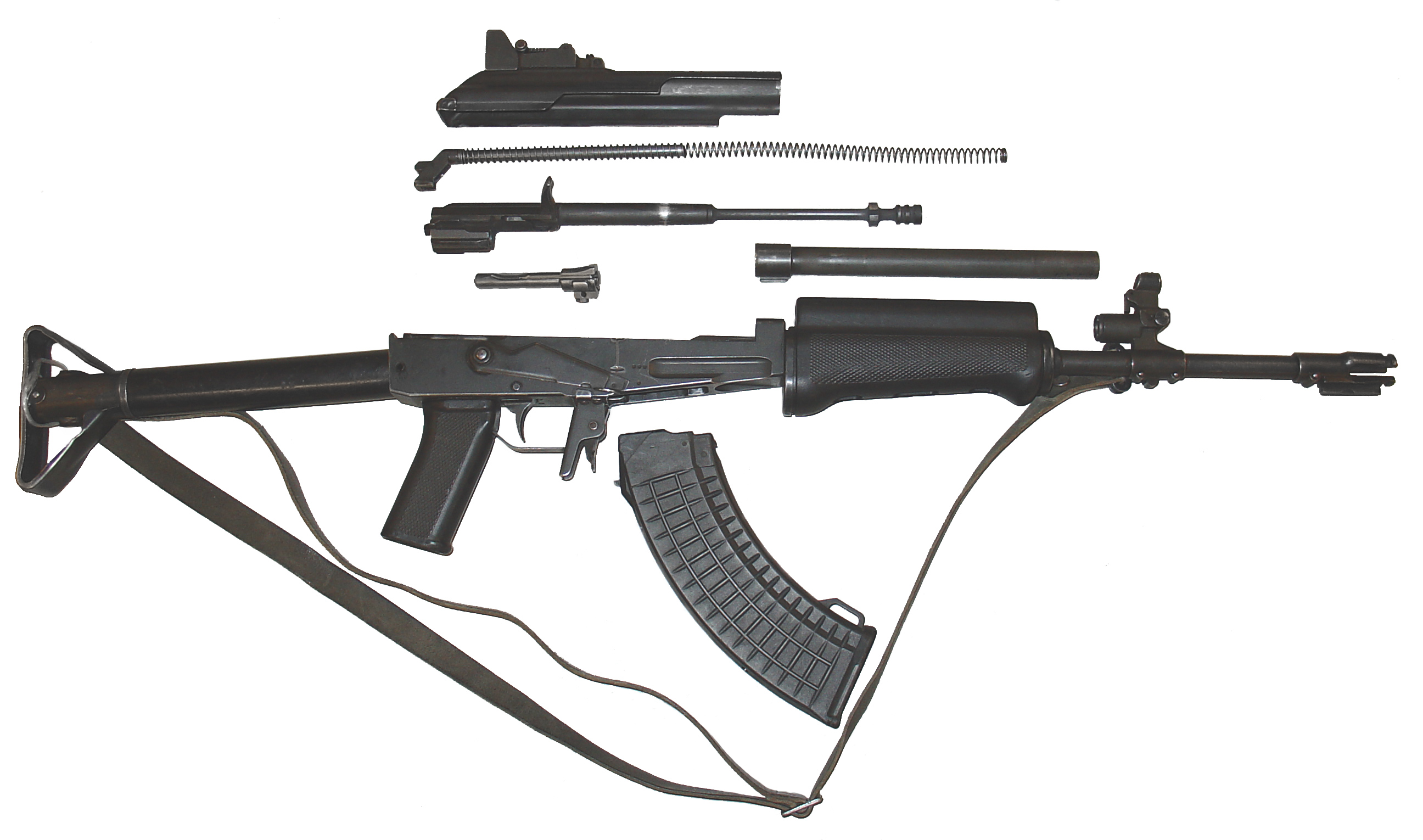
Rk 62の構造
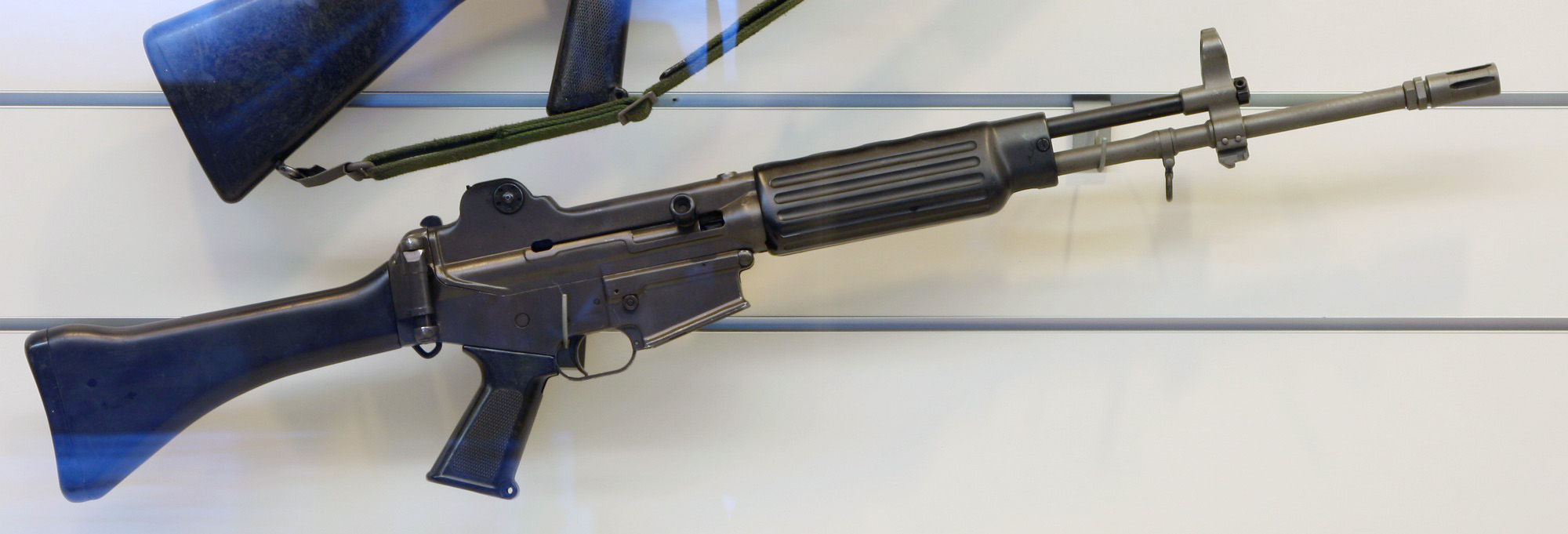
K2ライフル

ピストンがボルトキャリアと同程度の距離を駆動される方式。
多くの場合、ピストンがボルトキャリアと一体化した構造となっており、ガス導入孔から導かれた発射ガスの圧力で後方に押されたピストンおよびボルトキャリアが後退し、遊底の閉鎖を解除して後退させる構造となっている。発射ガスがピストンに作用するのは最初だけで、その後の後退動作は慣性力のみで行われる。
構造が比較的単純で各部品を大きく作れるため、高強度の設計が可能である。また、ボルトグループ（ピストン、ボルトキャリア、遊底）の質量・慣性が大きくなるため作動が安定する。一方で、重いボルトグループの作動により重心変動が大きく、ボルトキャリアがストローク端に達した時の衝撃も大きくなるため、フルオート連射時の命中精度の低下を招きやすく（とくに通常の肩撃ちでは）射手への負担も大きいという欠点も有する。。
正確な狙撃よりも弾幕展開が主目的であり、かつ据え置きでの運用が基本となるゆえ、取り回しの良さや連射時の命中精度よりも堅牢な構造と確実な作動が要求される機関銃の多くで採用されてきた方式である。自動小銃としては、旧ソ連の広い領土に分布する多様にして過酷な自然環境にも適応しうる耐久性・信頼性を重視したAK47や、それを参考にして開発された東側陣営の小銃において採用された。西側陣営においても、弾薬の小口径化にともない銃器の軽量化や反動の軽減が達成されることで「取り回しが悪い」「命中精度が低い」というデメリットがある程度は回避できたため、1970年代から1990年代の間に開発された小銃の大多数で採用された。
採用例
など

#### ショートストロークピストン式

ストーナー方式のガス・チューブ部分をショートストロークピストン式に置換したHK416の構造断面図
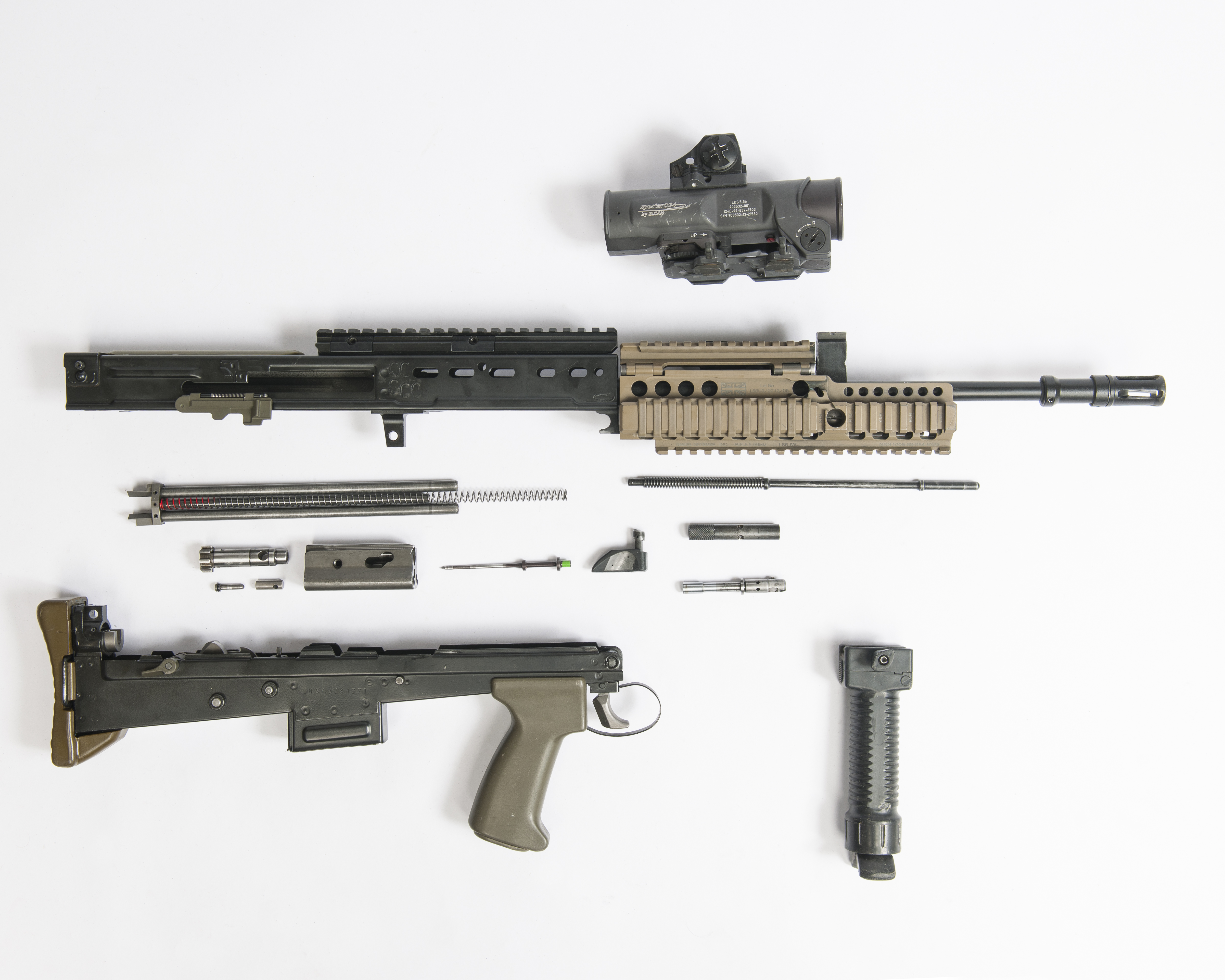
L85の構造
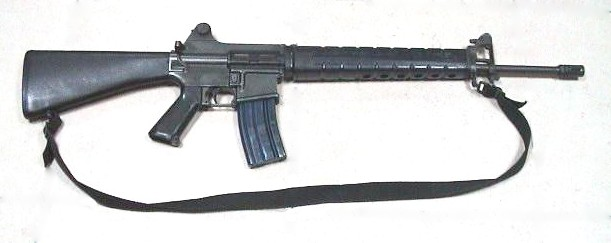
65式歩槍

ボルトキャリアとは独立したピストンのみが短距離駆動され、その後退時に生じた玉突き衝突の慣性のみでボルトグループ（ボルトキャリア、遊底）が後退する方式。その動作から“玉突き式”とも呼ばれる。
ロングストロークピストンに比べてボルトグループの質量は小さいうえ、部品点数も多くなるため作動が不安定となりやすいが、反動による銃身のブレや射手への負担が抑制され、射撃時の安定性が高くなる利点も有する。
M1カービン開発時に、.30カービン弾の腔圧では反動の大きいロングストローク式の採用が難しいためデビッド・ウィリアムズ技師により考案された。
自動小銃としては主に西側陣営において使用され、フルサイズのライフル弾である7.62x51mm NATO弾をはじめとした大口径弾を用いた小銃が歩兵の標準となっていた時代に、可能な限り（とくに連射時の）射撃時の反動を軽減する目的で採用されていた。その後、5.56x45mm NATO弾を用いた小銃が歩兵の標準となってからは、前述したようにロングストロークピストンの方が主流となっていったため採用は減った。しかし、2000年代以降に開発されたアサルトライフルでは再び多用され、ほぼ必ずと言っていいほどこの方式が採用されており、現代のアサルトライフルではむしろありふれた方式となっている。
採用例
など

### ダイレクト・インピンジメント式（リュングマン式）

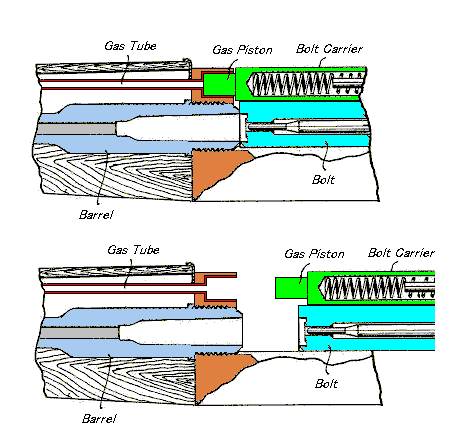
リュングマン Ag m/42の機関部断面および作動概念図

独立したガスピストン、シリンダー等を持たず、ガス導入孔からガスチューブを通った発射ガスを直接ボルトキャリアに吹き付け作動させる方式。英語では“Direct Impingement”（ダイレクト・インピンジメント（方式）、以下当節では“DI式”と記す）が正式な名称であるが、本方式を採用した銃として著名な、スウェーデンのAg m/42の開発会社名から“Ljungman”（リュングマン）式と通称される。日本における和訳語では「ガス直噴方式」、漢字では「直噴式氣動操作」等と表記される。
“ダイレクト・インピンジメント ”とは「直接(Direct)衝撃（Impingement：この場合は発射ガスを指す）が加わる」の意味だが、発射ガスで直接ボルトキャリア全体を動かすのではなく、ガスチューブの後端を太くすることでシリンダー（外筒）とし、ボルトキャリアの先端がガスチューブの後端に嵌まり込んでピストン（内筒）となることでガスピストン／シリンダーとして機能する、という構造で、これにより作動に十分な圧力を確保している。
この方式は、通常のガスピストン方式に比べ構成部品が少なく、単純な構造にできる上、ボルトグループの質量も小さいため作動時の重心変動が少なく、体感反動を小さくできる利点がある。しかし、高温高圧のガスが銃の作動部へ吹き付けるため、部品や潤滑油の寿命の減少、作動部品の過熱による暴発の可能性、燃焼ガスに含まれる成分の蓄積によって部品が汚損して発生する作動不良を防止するために使用後の清掃に気を払わねばならない、などのデメリットがあった。作動時に機関部が大きく開くものは、ガスチューブから機関部へ噴射した高温高圧のガスが射手へ吹き付ける危険がある、という問題もある。また、発射薬の量が少ない（燃焼ガスの量と発生する圧力が小さい）小口径軽量弾では確実な動作が保証されないため、小口径軽量弾を用いるアサルトライフルの機構としては用いづらい、という難点があった。
銃の作動サイクル（発射速度）がガスチューブの長さと使用弾薬の発射薬の燃焼速度や火薬量に依存しているため、単純に銃身長を変えるとそれに比して作動サイクルが変動して不安定になってしまい、短銃身型などの派生型を作ることが難しく、規定の性能を発揮できる弾薬の選択幅が狭いため幅広い弾薬を使い難い、という問題もある。これに関連して、サプレッサー（消音器）を装着することによる作動環境の変化を受けやすい、という問題もあった。それらに対処するための機構（ガスチューブの引き回しやガスポートの位置を銃身長によって工夫する、ガス流量の調整装置をつける、等）を装備すると、この方式の利点であった“ガスピストン方式に比べ構成部品が少なく、単純かつ軽量である”という利点を損なってしまうことになる。
なお「DI方式の作動機構を持つ自動小銃」の代表であるとされるAR-10/15系列は、内部装置の構成としてはAg m/42やMAS 49等とは異なる独自の機構（後述）を持っている。
採用例

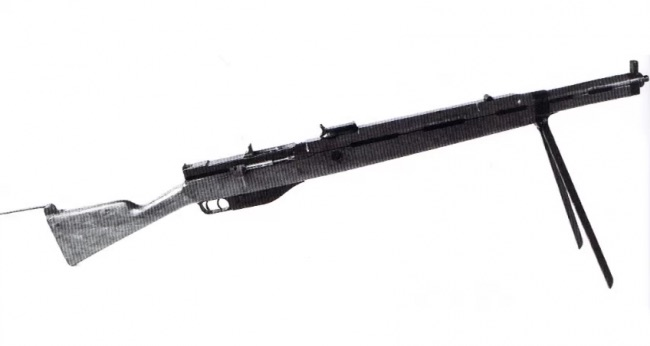
ロシニョール ENT（英語版）
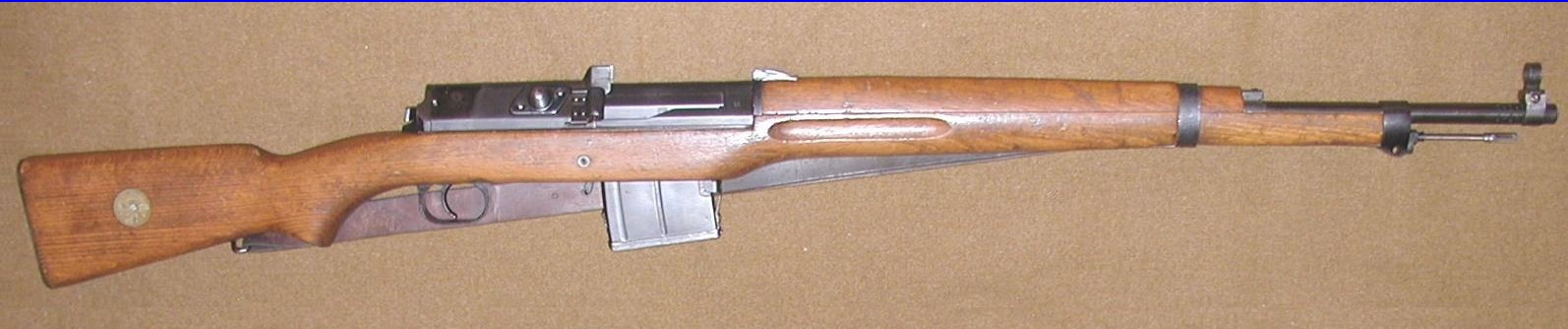
Ag m/42
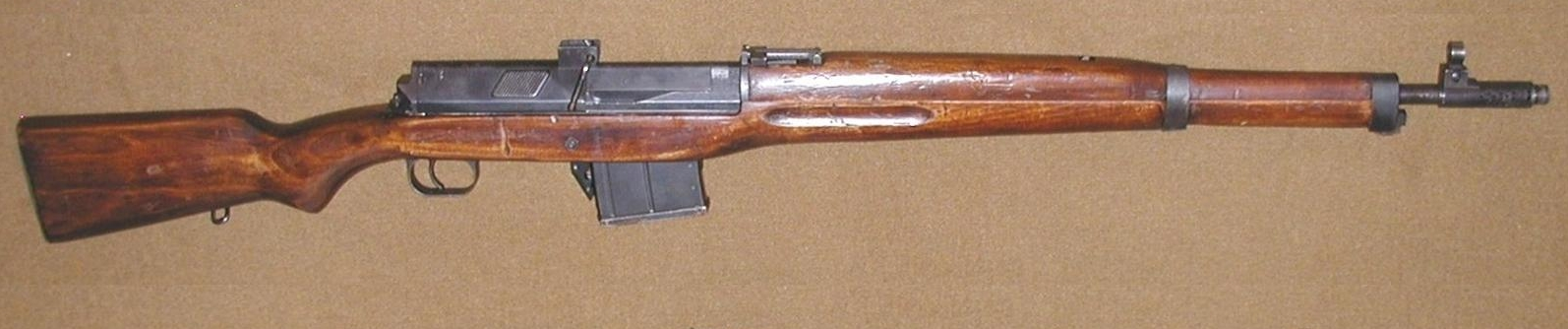
Hakim（英語版）
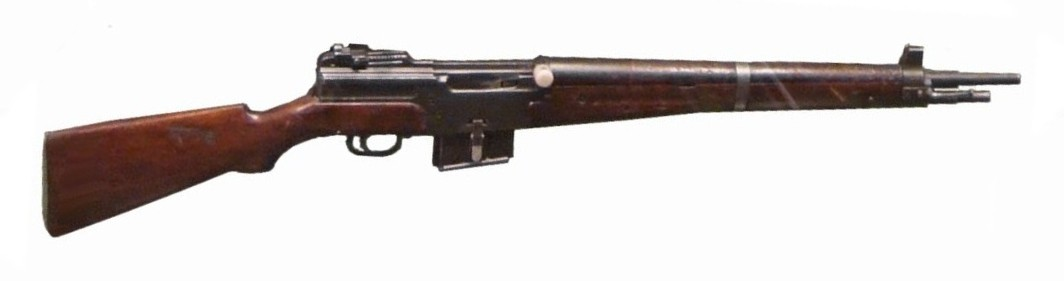
MAS 49

#### ストーナー方式

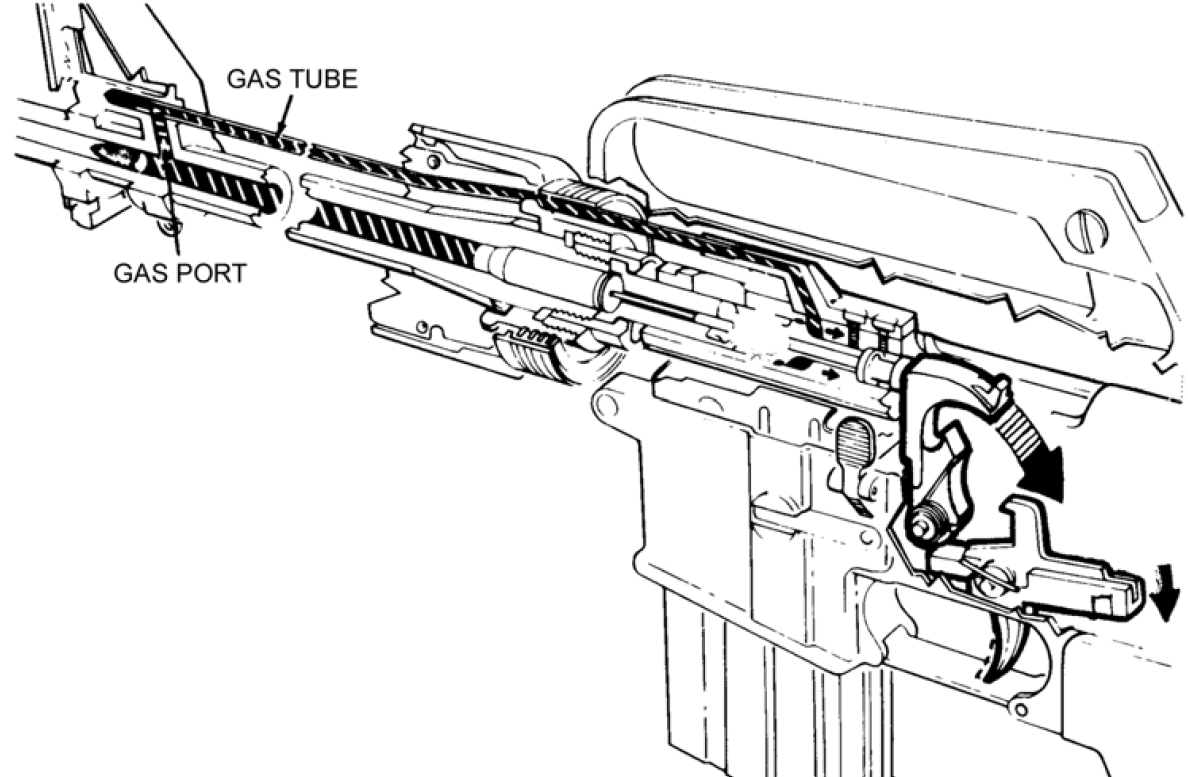
M16の発射ガス導入経路

現在はAR-10、M16（AR-15）系の小銃のみで使用されている方式で、航空機メーカーフェアチャイルド社の銃器開発部門アーマライト社の技術者であったユージン・ストーナーが発明、特許を取得した方式で、銃身にあるガス導入孔からガスチューブを通った発射ガスを直接ボルトグループに吹き付けて作動させる、という点ではAg m/42やMAS49等のリュングマン方式と同様だが、作動機構の構成と構造が異なる独自の形式である。
この方式はボルトキャリアを可動するシリンダーとし、ボルトキャリアに覆われる形で配置された遊底（ボルト）を固定されたピストン（内筒）、として利用している。ボルトとボルトキャリアの隙間はピストンリングによって密閉されており、ガスが流入した際に一定の圧力を確保する構造になっている。ガスチューブからの発射ガスがボルトキャリアの内部に充満し、既定値以上の圧力が生じるとボルトキャリアが後退、それによりボルトの固定が解かれてボルトも連動して後退する、という構造で、少量のガスでボルトグループを作動させられるため、DI方式の難点であった「発射薬の量が少なくガス発生量の少ない小口径軽量弾薬では確実な動作が保証されない」といった点を克服しており、ボルトグループの小型化が可能で、銃身とボルト、そしてボルトキャリアを同じ軸線上に配置することができるため、銃全体を小型化できる上、作動時の重心変動を最小限にできるために、体感反動が小さく命中精度の高い自動小銃とすることが可能である、という利点を持っていた。
反面、ボルトグループの内部にガスが流れ込むため、単純なDI式に比べて作動部品が汚損しやすく、構造上ボルトの後方に「バッファーチューブ」と呼ばれるリコイルスプリングを内蔵した筒を配置する必要があり、この部分がレシーバー後部に突き出す形になるため、レシーバー後端（ストックの根本）で左右に折り畳む方式のストックの装備が難しくなるというデメリットがある。確実な作動を求めるには頻繁かつ入念なクリーニングが必要で、手入れが不充分な場合には信頼性が著しく低下する、という問題もある。M16が採用された当初には、アメリカ軍がメーカー側が推奨したものとは異なる不適切な発射薬を用いていたため煤の蓄積が進みやすく、作動不良が頻発したという事例がある。
採用例

## 閉鎖機構
下記はガス圧作動方式で採用される閉鎖機構の代表例。

### ロッキングブロック式
ロッキングブロック式は遊底とは別体のロッキングブロックの上下動により遊底の閉鎖開放を行う。ホチキス機関銃や、九九式軽機関銃などの歴代日本製機関銃の多くで採用された。アサルトライフルにおける採用実績は数少ないが、Vz 58での採用例がある。
ロッキングブロック式に似た閉鎖機構として、遊底の側面で左右に動く2つのフラップにより閉鎖開放を行うフラップ閉鎖という方式があり、Gew43半自動小銃やEM-2自動小銃といった自動小銃に加えて、RPD軽機関銃やエリコンKD35mm機関砲といった機関銃砲での採用例がある。

### ティルトボルト式
ティルトボルト式は、遊底の閉鎖開放を遊底前端または後端の上下動により行う。遊底の閉鎖時に遊底が斜めへ傾く（tilt）ことからティルトボルト式、またはティルティングボルト方式と呼ばれる。多くの場合、遊底の後端が下方へ傾いて閉鎖となるため、日本では「落とし込み方式」とも呼ばれる。初期の製品であるZH-29は遊底後端が左右に動き、機関部の左側面と噛み合う構造を採用していた。
単純な構造であるため、強度も高く容易に製造できる利点があり、StG44、BAR、ZB26、SKS、MAS 49、FN MAG、FN FAL、62式機関銃、64式小銃などで採用された。
閉鎖時に遊底の後部とかみ合う閂子（せんし）が機関部（レシーバー）に配置されるため、機関部には発射時の圧力に耐える強度が必要となり、軽合金等を使用した軽量化が困難となるという欠点がある。また閂子そのものにも特別な素材や熱処理が求められる。そのため小銃・機関銃を問わず、1970年代以降に開発されたモデルでの採用例はほとんどない。

### ロータリーボルト式

ロータリーボルト式はロッキングラグを設けた遊底をボルトキャリアのカムで回転させ、遊底との結合、解除を行う。ロテイティングボルト式・ターンロックボルト式とも呼ばれる。
比較的高強度の構造に設計可能であり、作動機構を小型軽量にできることから、現在のガス圧作動方式では最も広く採用されている閉鎖方式である。
ロッキングラグが噛み合う相手側の溝は、銃身を取り付けるレシーバーの前端部、あるいは独立した部品であるフロントトラニオンに加工される場合と、銃身・薬室後端の延長部分に加工される場合とがある。後者ではティルトボルト式とは異なり機関部に高い強度が必要とされず、機関部にアルミ合金（M16等）やプラスティック（G36やAUG等）を使用した銃も存在する。
ロッキングラグは、M1ガーランド、AK-47のように通常のボルトアクションと同様に二個の形式や、三個の形式、さらにM16、G36のように6ないし7個の小型のものを使用したマイクロロッキングラグと呼ばれる形式がある。いずれも発射時の圧力を均等に受けることができるため、ティルトボルト式に比べると、理論上は精度や寿命の面で有利となる。
マイクロロッキングラグは遊底の回転角度を小さく設計でき、閉鎖、解除に要する時間が短いため命中精度に与える影響が小さく、AR-10、M16、AR-18に採用された後、各国のアサルトライフルへ普及した。
しかし、ボルト先端が複雑な形状であるため泥や汚れの付着に弱く、また小さな突起に大きな負荷がかかるため、ボルトおよび薬室側に用いる素材に高い強度が求められ、工業水準の低い諸国では製造が困難等の欠点も有する。同じ理由で入念な手入れ・清掃が必要で、とくにマイクロロッキングラグでは重要である。

## 日本における導入
日本におけるガス圧作動方式の導入は、日露戦争直前の1902年にホチキス機関銃をライセンス生産した保式機関砲が制式採用されたのを始めとして、多くの国産機関銃がガス圧作動方式を採用して設計された。
しかし、満洲事変で交戦した奉天軍閥の装備していたZB26軽機関銃と自軍の十一年式軽機関銃との信頼性に大きな格差があることが判明し、続く第二次上海事変においては中国国民革命軍が大量に装備していたZB26軽機関銃が「無故障機銃」「チェッコ機銃」などと称され、鹵獲されたものをそのまま日本軍兵士が使用するなど大きな影響を受けた。
その後、九六式軽機関銃が採用され、口径変更に伴い続いて採用された九九式軽機関銃は、これと交戦したアメリカ軍からも高い評価を受けた。また、海軍は鹵獲したM1ガーランドを原型として細部に変更を加え、使用弾薬を九九式普通実包としたコピー品を四式自動小銃として海軍空挺部隊に配備した。陸軍は国産化の努力を続けたものの日米の冶金技術の格差と物資不足から高強度のレシーバ（機関部）が製造できずに難航し、設計に変更を加えた四式自動小銃（海軍のものとは異なる）が試作されたが間もなく終戦を迎えたことが知られている。
終戦後に発足した陸上自衛隊では、アメリカ軍から供与されたガス圧作動方式のBAR・M1ガーランド・M1カービンが隊員の主装備とされ、純国産の62式機銃・64式小銃・89式小銃・20式小銃およびライセンス生産の5.56mm機関銃MINIMIなども、ガス圧作動方式を採用した製品である。

## 散弾銃における導入
散弾銃においては、半自動式散弾銃の動作方式はジョン・ブローニングが1902年に開発し、その後1998年まで100年余りの期間製造が続けられ、戦前の日本では半自動式散弾銃の代名詞的な存在ともなったブローニング・オート5に代表されるロングリコイル方式が長年主流であり続けた。
転機が訪れるのは1963年、レミントン社が事実上世界初の実用的なガス圧作動方式を採用したレミントンM1100を発売してからである。これにより散弾銃にも本格的なガス圧作動方式の時代が訪れることになった。
しかし、半自動式散弾銃は半自動式小銃と比較した場合、その構造上・運用面の相違から下記の3つの問題点が存在した。
市販されている装弾の装薬量が多種多様である。
同一口径でも下はクレー射撃用の競技装弾の散弾量24グラム、最大は狩猟用マグナム装弾の56グラムまで2倍以上の差違が存在するのが散弾銃の特徴である。その銃の目的とする商品レンジの性質にも因るが、基本的にはある程度以上までの装弾の薬量の差は銃側で対処できなければ商品性を確保することが困難である。
銃身と並行して管状弾倉が設けられている。
散弾銃の場合、一部の軍用散弾銃を除いてほぼ全ての半自動式散弾銃が銃身と並行した管状弾倉（チューブラーマガジン）を採用している。そのため、通常の半自動式小銃に見られる銃身と並行して設けられているガスピストンをそのままの形で採用することは極めて困難であった。また、この管状弾倉は銃の仕向地によっては狩猟以外にホームディフェンスなどの用途で用いられることもあるため、延長弾倉が装備できることが商品性の確保に必須となる場合もあった。
銃身交換が容易である必要がある。
散弾銃は目的とする狩猟対象に応じて銃口の絞り（チョーク）や銃身長が多種多様である。それまでのロングリコイル式半自動散弾銃やポンプアクション式散弾銃の多くは簡易な分解整備で簡単に銃身を交換できる構造を採用しており、用途に応じたオプション替え銃身を安価に用意することで、旧来から存在する元折式散弾銃に対する差別化を図っていた。そのため、どのような構造のガス圧作動機構を採用するにしても、この原則だけは引き続き守り続ける必要があった。
最初に登場したレミントンM1100は、管状弾倉と銃身の間に遊底に連結されたアクションバーを配置し、このアクションバーに直接銃身からの発射ガスを吹き付けて動作させるという、ロングストロークピストン方式とリュングマン方式を折衷したような構造を採用した。アクションバーの先端は管状弾倉に巻き付くような筒が設けられてピストン構造を形成し、銃身側にはこのピストン構造に覆い被さるようなリングが設けられてシリンダーの役割を果たしていた。これによりガスピストン構造をある程度再現しながらもこれまで通り簡易な整備による銃身交換を両立することが可能となった。この方式はレミントンM870などのポンプアクション散弾銃を並行開発することが容易であり、延長弾倉をオプションで用意できるという利点がある反面、小銃のガスピストン構造と異なり銃身からのガスが管状弾倉の前方にある程度以上吹き抜けることが避けられないため、高度なガス圧制御を行うことは難しく、軽装弾を使用する際にはガスピストン部周辺に専用のOリングをその都度取り付けて対処するというやや強引とも思える手法で対処を行うことになった。
レミントンM1100の構造はその後多くのメーカーのガス圧作動方式散弾銃で似たような構造が採用されたが、本家のレミントンも含めその多くが多種多様な装薬量への対応には苦慮することになった。日本の新SKB工業に至っては初期のM1900から現在のM3000に至るまで一貫して手動切り換え式の規制子構造を採用し、軽装弾と重装弾で銃側が自動的に対処して動作させるという方法論を初めから敢えて採らない方針を選択している程であった。後開発のレミントンM11-87やレミントンM11-96等で、バレルのガス弁に新たにバイパスを設け低圧で正常に駆動し高圧（重装弾）では上部に与圧を逃がす構造になっている。
こうした状況の打破を計ったのは日本のフジ精機製作所（旧日本猟銃精機）が豊和工業との技術提携の元で開発し、1971年に販売を開始したフジ スーパーオート（フジオート）であった。フジオートは管状弾倉の先端に可変式のガスピストンを内蔵してガス圧力を制御しながらアクションバーを動作させる、ショートストロークピストン方式に似た形式を採用した。これにより世界に先駆けて軽装弾から重装弾まであらゆる装薬量の装弾に対応することに成功し、海外でもS&W社やモスバーグ社へのOEM供給を通じた販売で高い評価を得ることになり、後にベレッタAL390などもこれに類似した構造を採用し、レミントン方式に対する第二の極の構造となった。しかし、この方式は管状弾倉の先端に可変式ガスピストンを内蔵する構造上、延長弾倉の装着が不可能という大きな欠点が存在し、ホームディフェンス用途での散弾銃需要が多い北米市場では苦戦を強いられることにもなった。
延長弾倉への対応を重視してガス圧変化への対応をある程度犠牲とするか、延長弾倉への対応を度外視してでもガス圧可変に拘るか、現在のガス圧利用式半自動式散弾銃の方向性がこの2つの方向にほぼ分化している傾向がある中で、イタリアのベネリ社は旧来のロングリコイル方式を改良したイナーシャ・オペレーション方式を開発。延長弾倉にも対応しながら軽装弾から重装弾まであらゆる装薬量の装弾にも対応するというガス圧利用方式の相反する課題をクリアーすることに成功し、後に多くの軍用散弾銃に正式採用されることになった。